# Pelekh
Pelekh (פֶּלֶךְ) est un kibboutz créé en 1982.

## Histoire
Il est situé dans le nord d'Israël. En Galilée proche du Mont Carmel.